# Osa sinclairae
Osa sinclairae är en tvåvingeart som beskrevs av Paramonov 1958. Osa sinclairae ingår i släktet Osa och familjen Pyrgotidae. Inga underarter finns listade i Catalogue of Life.